# 668 г. пр.н.е.

## Събития

### В Европа
- В Гърция се провеждат 28-те Олимпийски игри:
- Тези игри са поверени на гражданите на Писа, защото Елида е заета с война Диме.[1]
  - Победител в дисциплината бягане на разстояние един стадий става Хармид от Лакония;[1]
  - Победител в пентатлона става Филомброт от Лакония като това е последната от неговите три (676, 672 и 668 г. пр.н.е.) последователни победи в тази дисциплина.[1][2]
- Тази година е една от приетите възможни години за основаване на Византион.[3] Другите възможни са 667,[4] 658[3] г. пр.н.е.

### В Западна Азия

#### В Асирия
- Цар на Асирия е Ашурбанипал (669/8 – 627 г. пр.н.е.).[5]
- След около година забавяне Шамаш-шум-укин (668 – 648 г. пр.н.е.) се възкачва на трона на Вавилон и управлява като подчинен васал на своя брат Ашурбанипал, в името на когото полага клетва за вярност.[6]
- Статуите на Мардук са върнати във Вавилон от Ашур като знак на продължаване на политиката на Асархадон за възстановяване на града след разрушаването то през 689 г. пр.н.е. от Сенахериб.[7]
- В периода между 668 – 665 г. пр.н.е. в столицата Ниневия пристига първа посланическа мисия изпратена от лидийския цар Гигес, вероятно заради заплаха от кимерийско нашествие.[8]

#### В Елам
- Цар на Елам e Уртаку (675 – 664 г. пр.н.е.).[9]

### В Северна Африка

#### В Египет
- Фараон на Египет е Тахарка (690 – 664 г. пр.н.е.).[10] След като успява да си върне властта над Долен Египет предната година, той се опитва да консолидира силите си в очакване на следващия асирийски ход.